# Robert Gulya
Robert Gulya (Gyöngyös, 10 novembre 1973) è un compositore ungherese.

## Biografia
Scrive musica classica contemporanea e colonne sonore. Ha studiato nell‘Accademia Musicale Franz Liszt a Budapest, all'Università per la musica e le arti interpretative di Vienna ed anche all'Università della California, Los Angeles. Le sue opere sono uscite per Editions Bim (Svizzera). Tra l'altro, ha composto delle opere svariate per la chitarrista austriaca Johanna Beisteiner, come un Concerto per chitarra e orchestra. Robert Gulya è il fondatore e propretore della impresa Interscore LTD.

## Premi
- 2008: AOF Film Festival, USA: Best Score Feature[5] per la colonna sonora Atom Nine Adventures (USA 2007, regia: Christopher Farley)
- 1997: Terzo premio di International Composer's Competition In Memoriam Zoltán Kodály[6], Budapest (Ungheria)
- 1996: Premio Albert Szirmai, Budapest (Ungheria)
- 1995: Primo premio di International Summer Academy Prague-Vienna-Budapest[7] (Austria)

## Opere (lista incompleta)

### Opere classiche
- 1995:  Burlesca per tuba e pianoforte
- 1996: Ricordi di un mondo perduto – una storia della leggendaria Atlantide per orchestra e coro
- 1997: Concerto per pianoforte e orchestra No. 1
- 2000: Ballo de fatti/Fairy Dance per chitarra sola
- 2000: Concert per tuba e orchestra
- 2001: La voce del delfino per pianoforte
- 2005: Umori per Quintetto di ottoni
- 2006: Capriccio per chitarra e pianoforte
- 2007: Preludi del firmamento / Night Sky Preludes per chitarra sola
- 2008: Il Milonguero e la Musa (Tango), prima versione per chitarra e orchestra d'archi (musica per il videoclip omonimo)
- 2009: Concerto per chitarra e orchestra.
- 2009: Il Milonguero e la Musa (Tango), seconda versione per flauto, chitarra e orchestra d'archi.
- 2010: Valzer per chitarra sola

### Colonne sonore
- Truce (USA 2004, regia: Matthew Marconi)
- The Boy Who Cried (USA 2005, regia: Matt Levin)
- S.O.S. Love! (HU 2007, regia: Tamás Sas)
- Atom Nine Adventures (USA 2007, regia: Christopher Farley)
- 9 and a half dates (HU 2007, regia: Tamás Sas)
- Themoleris (HU 2007, regia: Balázs Hatvani)
- Bamboo Shark (USA 2008; regia: Dennis Ward)
- Outpost (USA 2008; regia: Dominick Domingo)
- Made in Hungaria (HU 2008, regia: Gergely Fonyo)
- Illusions (HU 2009, regia: Zsolt Bernáth)
- Night of Singles (HU 2010, regia: Tamás Sas)
- Truly Father (HU 2010, regia: Emil Novák)
- Thelomeris (HU 2011, regia: Balázs Hatvani)
- Gingerclown (Hu 2013, regia: Balázs Hatvani)
- Tom Sawyer & Huckleberry Finn (USA 2014, regia: Jo Kastner)

## Discografia (lista incompleta]

### CD
- 1997: Winners of the First International Composers Competition[8] (Kodály Foundation, CD BR 0156, Budapest, Ungheria): album con il Concerto per pianoforte No. 1
- 2001: Johanna Beisteiner - Dance Fantasy: album con Ballo dei fatti/Fairy Dance per chitarra sola
- 2004: Johanna Beisteiner - Between present and past: album con il Capriccio per chitarra e pianoforte
- 2007: Atom Nine Adventures (Original Motion Picture Soundtrack)
- 2007: S.O.S. Love (Original Motion Picture Soundtrack)[9]

### DVD
- 2010: Johanna Beisteiner - Live in Budapest: album con la prima esecuzione mondiale del Concerto per chitarra e orchestra e il tango Il Milongaro e la Musa, interpreti: Johanna Beisteiner e l'Orchestra Sinfonica di Budapest sotto la direzione di Béla Drahos

## Esempi
- Robert Gulya: Concerto per chitarra e orchestra, interpreti: Johanna Beisteiner e l'Orchestra Sinfonica di Budapest sotto la direzione di Béla Drahos. (Video, Gramy Records, 2010)
- Robert Gulya: Tango Il Milonguero e la Musa per flauto, chitarra e orchestra d'archi, interpreti: Béla Drahos, Johanna Beisteiner e l'Orchestra Sinfonica di Budapest (Video, Gramy Records, 2010)